# Шамилёва, Жансари Магомадовна
Жанса́ри (Джарма́н) Магома́довна Шамилёва (чечен. Шамилева Жансари; 1928 год, Старые Атаги, Чеченская АО, СССР — 2005 год, Алма-Ата, Казахстан) — певица, одна из первых солисток восстановленной после возвращения из Казахстана радиостанции РВ-23, народная артистка Чечено-Ингушской АССР.

## Биография
Жансари Шамилёва родилась в многодетной семье в 1928 году в селении Старые Атаги, принадлежит тайпу гендарганой.
После депортации чеченцев семья жила в Белоусовке (Восточно-Казахстанская область). Она с 2 братьями и 3 сёстрами росла без отца, который скончался во время депортации. В Казахстане Жансари вышла замуж за Андарбека Шамилёва и переехала в Усть-Каменогорск. Во время проживания в Казахстане Жансари собрала музыкальную группу и исполняла чеченские народные песни, что в то время само по себе считалось подвигом.
В 1955 году приглашена в коллектив певцов, певиц, гармонистов и танцоров, который гастролировал с концертами по города и селам Казахстана и Киргизии, где проживали в ссылке чеченцы и ингуши. В 1957 году возвратилась на родину и до 1961 года работала в ансамбле песни и танца «Вайнах».
В 1957 году при Комитете по телевидению и радиовещанию Чечено-Ингушской АССР был создан оркестр народных инструментов. Первым руководителем его был композитор Александр Халебский. После него в разные годы оркестром руководили композиторы Чечено-Ингушетии: Аднан Шахбулатов, Зайнди Чергизбиев, Юрий Долгов, Али Димаев. Первыми солистами оркестра были: Жансари Шамилева, Айна Асхабова, Мовлад Буркаев, Салман Дацагов.
В инструментальный оркестр Госкомитета ЧИАССР солисткой-вокалисткой Ж. Шамилёва была принята в 1962 году. Испоняла как народные, так и песни чеченских композиторов. Проработала в оркестре более четверти века до ухода на пенсию в 1988 году.

## Творчество
— Не надевай белую шёлковую рубашку (кIай дари коч ма йохалахь). Советский композитор и фольклориста Речменский, Николай Сергеевич, в разделе «Чеченские народные мелодии и песни», приводит данные о том, что песню записал Супьян Цугаев от Умара Димаева в 1960-м году, слова Жансари (Джарман) Шамилёвой, подстрочник перевод Абдулла Хамидов. Жансари (Джарман) Шамилёва исполняла чеченские песни такие как: «Суьйре йу тIейогIуш вайна», «Го баьккхина лам бу ала», «КIай дари коч ма йохалахь» и др.

## Семья
Муж Андарбек Шамилёв, дочь Ирина Шамилёва.